# Vier Stücke op. 70 (Bruch)
Die Vier Stücke für Violoncell mit Begleitung des Pianoforte op. 70 schrieb der deutsche Komponist Max Bruch im Oktober des Jahres 1896. Das erste Stück des Zyklus entstammt jedoch der Feder seines Sohnes Max Felix. 
Gewidmet sind sie dem mit Bruch befreundeten Violoncellisten Robert Hausmann, dem auch das Kol Nidrei op. 47 zugeeignet ist.

## Entstehungsgeschichte
Das erste der 4 Stücke kündigte Bruch in einem Brief an Hausmann vom 10. Oktober 1896 als meines Maxels Stück in der Originalform an. Schon einen Tag später übersandte er den a-Moll-Tanz (3. Stück) an Hausmann. Gleichzeitig ließ er ihn wissen, dass er dieses Stück gern orchestrieren würde: „Ich habe die Begleitung hübsch klaviermäßig eingerichtet; sie wird jetzt nicht decken – das Trio in A-Dur würde sich mit Orchester sehr reizend ausmachen. Der Hauptsatz erfordert aber unbedingt an verschiedenen Stellen die entfesselte Kraft des Orchesters, und wie ich dabei das wohlberechtigte Interesse des Solospielers wahrnehmen könnte, das ist mir einstweilen unklar.“
Da Bruch mit seinem Verleger Fritz Simrock zunächst nur eine Vereinbarung über Stücke für Violoncello und Klavier getroffen hatte, sollte der Plan der Orchestrierung zunächst nicht bekannt werden.
Im vierten Stück ließ Bruch eine Stelle von Hausmann nach eigenem Ermessen gestalten: 
„Seite 18 habe ich im Clavier-Auszug 4 Takte der Solostimme freigelassen und bitte Sie die Stelle nach ihrem Gutdünken zu ändern; das Effektvollste ist hier das Beste.“